# 猫捉老鼠2
《猫捉老鼠2》是一款由东星软件制作、南梦宫发行的平台游戏。 本作是街机游戏《貓捉老鼠》的续作。本游戏于1986年在日本地区FC游戏机发行，1989年在北美地区发行。
Mappy需要在每一关收集6个物品，然后通过区域即完成过关。共有6个不同主题的关卡。在每一关中，会有猫咪等敌人。